# Secretaría de Estado de Energía
La Secretaría de Estado de Energía (SEE) de España es el órgano superior del Ministerio para la Transición Ecológica y el Reto Demográfico que, bajo la dirección del ministro, dirige y coordina la ejecución de las competencias que corresponden a este Departamento en relación con la formulación de las políticas energéticas.

## Historia
La Secretaría de Estado de Energía existe, con independencia, desde 1996, siendo llamada por aquel entonces Secretaría de Estado de Energía y Recursos Minerales. La Secretaría de Estado se integraba en el Ministerio de Industria y Energía y asumió las funciones de la Secretaría General de la Energía y Recursos Minerales. Se estructuraba mediante las direcciones generales de Minas y de Energía, así como por la Subdirección General de Planificación Energética. En 1997 se creó y adscribió a la Secretaría de Estado el Instituto para la Reestructuración de la Minería del Carbón y Desarrollo Alternativo de las Comarcas Mineras.
En 1998 se recupera la Secretaría de Estado de Industria, que asume además las competencias energéticas hasta el año 2000, cuando pasan a integrarse en el Ministerio de Economía a través de la Secretaría de Estado de Economía, de la Energía y de la Pequeña y Mediana Empresa.
Finalmente, en el año 2002 se recupera con el nombre de Secretaría de Estado de Energía, Desarrollo Industrial y de la Pequeña y Mediana Empresa, asumiendo también competencias sobre las PYMEs y el desarrollo industrial e incentivos regionales. Apenas dos años después, en 2004, la secretaría se suprime de nuevo trasladándose las competencias energéticas a la recuperada Secretaría General de Energía.
En el año 2009 se recupera de nuevo con la denominación de Secretaría de Estado de Energía, sustituyendo a la Secretaría General y con un único órgano con rango de dirección general, la Dirección General de Política Energética y Minas.
En la XII Legislatura, por primera vez se desgajan las competencias en materia de Energía de las de Industria propiamente dichas. Las primeras se integran, junto a Turismo y Tecnología en el nuevo Ministerio de Energía, Turismo y Agenda Digital. Por su parte, las competencias en industria, vuelven a integrarse en el Ministerio de Economía tras 12 años de autonomía, que pasa a denominarse de Economía, Industria y Competitividad.
Con la reforma ministerial de 2018, se restablece el Departamento de Medio Ambiente que,  unido a las competencias energéticas, dan lugar al Ministerio para la Transición Ecológica, órgano en el que se integra esta Secretaría de Estado. Durante el sexenio siguiente apenas sufre cambios, hasta que en 2024 se le añade una nueva Dirección General de Planificación y Coordinación Energética, que asume competencias de la Dirección General de Política Energética y Minas, así como de la propia Secretaría de Estado.

## Funciones
El Real Decreto 503/2024, de 21 de mayo, establece como funciones concretas de la Secretaría de Estado:
1. El desarrollo de la política energética y minera, en línea con el objetivo de garantizar la seguridad de suministro, la descarbonización de la economía, la seguridad pública, la sostenibilidad económica y financiera de los sistemas eléctrico y gasista, la independencia del suministro y autonomía estratégica, la calidad del aire, la lucha contra el cambio climático y respeto al medio ambiente, la gestión óptima y el desarrollo de los recursos nacionales, la gestión de la demanda, la gestión de las elecciones tecnológicas futuras, la utilización de la energía, la protección de los consumidores energéticos vulnerables y la reducción de la pobreza energética, así como cualesquiera otros que guarden relación directa con las competencias de la Administración General del Estado en materia energética
2. El desarrollo de la planificación y estrategia energética, en el marco del compromiso con la neutralidad climática a largo plazo.
3. La propuesta de iniciativas normativas en el ámbito de las competencias de la Secretaría de Estado, en coordinación con la Secretaría General Técnica del Departamento.
4. La elaboración de propuestas sobre regulación y, en su caso, aprobación de tarifas, precios de productos energéticos, cánones de acceso a almacenamientos subterráneos de gas natural, cargos de los sistemas eléctrico y gasista, así como la retribución de las actividades llevadas a cabo en el sector energético, en el ámbito de sus competencias, de acuerdo con la legislación vigente.
5. La regulación, seguimiento y análisis de las subastas de energía y capacidad.
6. El fomento de la sustitución de combustibles y vectores energéticos por otros de menores emisiones.
7. El diseño y aplicación de medidas dirigidas a incrementar el ahorro y la eficiencia en la producción, transformación, distribución y consumo final de la energía.
8. El impulso de la movilidad eléctrica y la electrificación de la demanda final.
9. El impulso de una transición justa en aquellas zonas que aún mantengan un alto nivel de dependencia económica de combustibles no renovables, como las asociadas a la industria minera del carbón, y la participación en los grupos de trabajo y demás actividades relacionadas con una transición justa, a través del Instituto para la Transición Justa.
10. La elaboración, coordinación y seguimiento de las estrategias para la reducción de la pobreza energética, el desarrollo de las medidas para la protección de los consumidores de energía, en especial aquellos en situación de vulnerabilidad y el acceso de éstos a la información energética.
11. El conocimiento de la toma de participaciones en el sector eléctrico y de hidrocarburos.
12. La elaboración y, en su caso, aplicación de las medidas dirigidas a asegurar el abastecimiento energético, y el fomento de la flexibilidad del sistema mediante la gestión de la demanda y almacenamiento, en un contexto de progresiva descarbonización.
13. El análisis y seguimiento económico y financiero de los mercados energéticos y de hidrocarburos líquidos, así como la facilitación de la participación en los mismos de recursos energéticos tanto centralizados como distribuidos.
14. La supervisión del mercado de hidrocarburos líquidos.
15. La liquidación de los costes e ingresos de los sectores energéticos.
16. El ejercicio de las facultades de control, inspección y sanción en materia energética, y la inspección del cumplimiento de las condiciones técnicas de las instalaciones y del cumplimiento de los requisitos establecidos en las autorizaciones, las condiciones económicas y actuaciones de los sujetos, cuando sea competencia de la Administración General del Estado.
17. La gestión del sistema de certificación de producción, consumo y venta de gases renovables, biocarburantes y nuevos combustibles.
18. La realización de proyecciones de demanda de productos energéticos, el análisis de series de consumo y precios energéticos por sectores y productos energéticos, el seguimiento de los indicadores coyunturales y sectoriales energéticos y la realización de análisis de estudios y estadísticas energéticas, en coordinación con la Subsecretaría.
19. El cumplimiento, seguimiento, notificación y verificación de los compromisos internacionales suscritos por el Reino de España en el ámbito de las competencias de la Secretaría de Estado, las relaciones energéticas internacionales, en coordinación con la Subsecretaría, así como la preparación de los Consejos de Ministros de la Unión Europea en el ámbito de competencias de la Secretaría de Estado.
20. La coordinación con el resto de departamentos ministeriales y la integración de las cuestiones relativas a la transición energética en el resto de políticas sectoriales.
21. La interlocución con los sectores y sociedad civil para, entre otros fines, fomentar la cooperación, el intercambio de mejores prácticas y el desarrollo de modelos de negocio y soluciones innovadoras en el ámbito energético, así como la ejecución de actuaciones y programas dirigidos a favorecer las oportunidades económicas, sociales y ambientales para la transición energética de los distintos sectores.
22. Aquellas otras funciones que atribuya la legislación vigente al Ministerio para la Transición Ecológica y el Reto Demográfico en los sectores energético y minero.

## Estructura
De la Secretaría de Estado de Energía dependen:
- La Dirección General de Política Energética y Minas.
- La Dirección General de Planificación y Coordinación Energética.
- El Gabinete, como órgano de asistencia inmediata al secretario de Estado, cuyo director tiene rango de subdirector general.

Dependen de la Secretaría de Estado las Áreas Funcionales de Industria y Energía, integradas en las Delegaciones del Gobierno.
Depende del Secretario de Estado de Energía una Junta Asesora Permanente.

### Organismos y empresas adscritas
- El Instituto para la Transición Justa (ITJ).
- El Instituto para la Diversificación y Ahorro de la Energía (IDAE).
- La Empresa Nacional de Residuos Radiactivos S.A. (ENRESA).
- La Fundación Ciudad de la Energía (CIUEN).
- El Fondo Nacional de Eficiencia Energética (FNEE).
- La Empresa Nacional de Residuos Radiactivos (ENRESA).
- La Corporación de Reservas Estratégicas de Productos Petrolíferos (CORES).

## Presupuesto
La Secretaría de Estado de Energía tiene un presupuesto asignado de 8 148 483 870 € para el año 2023. De acuerdo con los Presupuestos Generales del Estado de 2023, la SEE participa en dieciséis programas:
| Nº Programa                                             | Programa | Dotación        | Ref.   |
| ------------------------------------------------------- | --- | --------------- | ------ |
| 423N                                                    | Explotación minera a través de la Dirección General de Política Energética y Minas | 14 409 040 €    | [ 9 ]  |
| 423O                                                    | Desarrollo económico de las comarcas mineras del carbón a través del Instituto para la Transición Justa | 296 549 570 €   | [ 10 ] |
| 424M                                                    | Seguridad nuclear y protección radiológica a través del Consejo de Seguridad Nuclear | 47 931 690 €    | [ 11 ] |
| 425A                                                    | Normativa y desarrollo energético | 810 235 510 €   | [ 12 ] |
| 425A                                                    | Normativa y desarrollo energético a través de la Dirección General de Política Energética y Minas | 15 730 910 €    | [ 12 ] |
| 42AB                                                    | Plan de incentivos a la instalación de puntos de recarga, a la adquisición de vehículos eléctricos y de pila de combustible y a la innovación en electromovilidad, recarga e hidrógeno verde a través del Instituto para la Diversificación y Ahorro de la Energía | 455 000 000 €   | [ 13 ] |
| 42BC                                                    | Programa de rehabilitación energética de edificios a través del Instituto para la Diversificación y Ahorro de la Energía | 300 000 000 €   | [ 14 ] |
| 42BD                                                    | Programa de regeneración y reto demográfico a través del Instituto para la Diversificación y Ahorro de la Energía | 225 000 000 €   | [ 15 ] |
| 42GA                                                    | Desarrollo de energías renovables innovadoras, integradas en la edificación y en los procesos productivos a través del Instituto para la Diversificación y Ahorro de la Energía                                                                                    | 780 000 000 €   | [ 16 ] |
| 42GB                                                    | Energía sostenible en las islas a través del Instituto para la Diversificación y Ahorro de la Energía | 25 000 000 €    | [ 17 ] |
| 42HA                                                    | Despliegue del almacenamiento energético a través del Instituto para la Diversificación y Ahorro de la Energía | 93 747 410 €    | [ 18 ] |
| 42HC                                                    | Nuevos modelos de negocio en la transición energética a través del Instituto para la Diversificación y Ahorro de la Energía | 56 000 000 €    | [ 19 ] |
| 42IA                                                    | Hidrógeno renovable: un proyecto país a través del Instituto para la Diversificación y Ahorro de la Energía | 672 817 000 €   | [ 20 ] |
| 42JA                                                    | Hidrógeno renovable: un proyecto país a través del Instituto para la Transición Justa | 169 252 590 €   | [ 21 ] |
| 451O                                                    | Dirección y Servicios Generales para la Transición Ecológica | 1 635 760 €     | [ 22 ] |
| 456N                                                    | Transición justa a través del Instituto para la Transición Justa | 332 133 180 €   | [ 23 ] |
| 000X                                                    | Transferencias internas | 3 742 072 900 € | [ 24 ] |
| 000X                                                    | Transferencias internas a través del Instituto para la Transición Justa | 110 000 000 €   | [ 24 ] |
| 000X                                                    | Transferencias internas a través del Consejo de Seguridad Nuclear | 968 310 €       | [ 24 ] |
| Total presupuesto de la Secretaría de Estado de Energía | Total presupuesto de la Secretaría de Estado de Energía | 8 148 483 870 € |        |

## Lista de Secretarios de Estado
Aunque ha habido más con anterioridad, aquí se exponen los Secretarios de Estado del denominado Energía, que comienzan en 2009:
- Pedro Marín Uribe (2008-2011) (Hasta 2009 con rango de Secretario General)
- Fabricio Hernández Pampaloni (2011)
- Fernando Marti Scharfhausen (2011-2012)
- Alberto Nadal Belda (2012-2016)
- Daniel Navia Simón (2016-2018)[25]
- José Domínguez Abascal (2018-2020)[26]
- Sara Aagesen Muñoz (2020-2024)[27]
- Manuel García Hernández (2024). Interino por vacancia del titular.
- Joan Groizard Payeras (2024-)[28]